# Objectif Terre
Pour plus de détails, voir Fiche technique et Distribution.
Objectif Terre (titre original : Target Earth) est un film de science-fiction américain réalisé par Sherman A. Rose, sorti en 1954. 

## Synopsis
Chicago. Après une tentative de suicide ratée, Nora King se réveille et découvre qu'il n'y a plus d'électricité ni d'eau courante dans son bâtiment. Elle s'aperçoit très vite que la ville est déserte, qu'il n'y a plus personne dans les rues. En errant à l'extérieur, elle comprend qu'elle est toute seule et découvre le cadavre d'une femme. Elle rencontre aussitôt Frank Brooks, un homme aussi perdu qu'elle. Dans un restaurant, ils font la connaissance d'un couple, Vicky et Jim, puis d'un autre survivant, Charles Otis. Cachés, ils tentent de comprendre ce qui se passe et pensent que la ville a été évacuée à la suite d'une terrible menace, ce qui se confirme lors de la lecture d'un journal qui parle d'une invasion ennemie. Paniqué par la nouvelle, Otis court dans la rue mais il est aussitôt désintégré par un rayon mortel provenant d'un robot qui patrouille dans la ville. 
Chicago a été évacué lorsque des robots géants venus de Vénus ont envahi et conquis la ville. Pendant que Nora, Frank, Vicky et Jim tentent de rester en vie en se cachant, les militaires tentent de trouver une solution pour éradiquer l'ennemi avant d'utiliser leur dernière arme : la bombe atomique.

## Fiche technique
- Titre original : Target Earth
- Titre français : Objectif Terre
- Réalisation : Sherman A. Rose
- Scénario : James H. Nicholson, Wyott Ordung et William Raynor d'après une histoire de Paul W. Fairman
- Photographie : Guy Roe
- Montage : Sherman A. Rose
- Musique : Paul Dunlap
- Producteur : Herman Cohen
- Sociétés de production : Abtcon Pictures, Inc.
- Société de distribution : Monogram Pictures
- Pays de production :  États-Unis
- Langue originale : anglais américain
- Format : Noir et blanc — 35 mm — 1,37:1 — Son : Mono
- Genre : Film de science-fiction
- Durée : 75 minutes (1 h 15)
- Date de sortie : 
  - États-Unis : 7 novembre 1954

## Distribution
- Richard Denning : Frank Brooks
- Kathleen Crowley : Nora King
- Virginia Grey : Vicki Harris
- Richard Reeves : Jim Wilson
- Robert Roark : Davis
- Whit Bissell : Tom
- Arthur Space : lieutenant Wood
- Steve Pendleton : le colonel
- Mort Marshall : Charles Otis